# Chernes montigenus
Espèce
Synonymes
- Chelifer montigenus Simon, 1879

Chernes montigenus est une espèce de pseudoscorpions de la famille des Chernetidae.

## Distribution
Cette espèce se rencontre en France, en Suisse, en Italie, en Autriche et en Hongrie.

## Publication originale
- Simon, 1879 : Les Ordres des Chernetes, Scorpiones et Opiliones. Les Arachnides de France, p. 1-332.